# Atwima Nwabiagya Municipal District
Der Atwima Nwabiagya District ist einer von 138 Distrikten in Ghana. Er ist im Zentrum des Landes in der Ashanti Region gelegen und dort einer von 21 regionalen Distrikten. Der Distrikt Atwima Nwabiagya wurde 2004 als einer von 19 neuen Distrikten gegründet, nachdem der ehemalige Distrikt Atwima mit einer Größe von 2411 km² und einer Einwohnerzahl von 234.759 in die Distrikte Atwima Mponua und Atwima Nwabiagya geteilt wurde.
Der Atwima Nwabiagya District grenzt an die Distrikte Amansie West, Atwima Mponua, Ahafo Ano South, Offinsi, Afigia Sekyere, Kwabre, Kumasi Metropolitan und Bosomtwe/Atwima/Kwanhuma. Chief Executive ist Ofori Donkor mit dem Sitz in der Distrikthauptstadt Nkawie.

## Geographie
Der Atwima Nwabiagya District weist einen jährlichen Niederschlag zwischen 1700 und 1850 mm auf. Der Hauptniederschlag fällt in den beiden Regenzeiten zwischen März und Juli sowie zwischen September und November. Die Durchschnittstemperaturen liegen zwischen 27 °C (August) und 31 °C (März). Im Durchschnitt herrscht im Distrikt eine Luftfeuchtigkeit zwischen 87 und 91 Prozent.
Durchschnittlich liegt Atwima Nwabiagya auf 77 Metern über dem Meeresspiegel. Die höchsten Punkte liegen in den Gemeinden Barekese und Tabere. Die Flüsse Offin und Owabi sind die beiden größten Entwässerungssysteme. Auch die Flüsse Kobi und Dwahyen durchfließen den Distrikt.  In Owabi und Barekese werden der Owabi bzw. der Offin zur Frischwasserversorgung von Kumasi, der zweitgrößten Stadt Ghanas und Hauptstadt der Ashanti Region, angestaut.
In Jahren mit höheren Niederschlagsmengen treten vielerorts die Flüsse und Bäche über ihre Ufer, es kommt zu starken Überschwemmungen. In Jahren mit niedrigem Niederschlag trocknen die kleineren Flüsse vollständig, insbesondere in der Trockenzeit zwischen Februar und März, aus.

## Bevölkerung
Im Distrikt leben hauptsächlich Angehörige der Akan-Völker (77,4 Prozent). Die Mossi stellen ca. 9,1 Prozent, zu den Ewe zählen 2,9 Prozent der Bevölkerung. Weitere 10,6 Prozent setzen sich aus einer Vielzahl anderer Ethnien zusammen. Die am häufigsten gesprochene Sprache im Distrikt ist Twi.
Im Jahr 2000 ergab eine Volkszählung einen Bevölkerungsstand von 129.375 für den Distrikt. Er ist ein Bevölkerungswachstum von jährlich 3 Prozent zu verzeichnen, sodass Hochrechnungen zufolge im Jahr 2006 ca. 153.039 Menschen im Distrikt lebten. Es gibt etwas mehr Männer als Frauen (101:100).
Die Bevölkerungsdichte ist mit 439 Personen pro km² nach den Distrikten Kumasi Metropolitan und Kwabre die höchste in der gesamten Ashanti Region. Insgesamt 26,6 Prozent der Bevölkerung (also ca. 34.449 Menschen) leben im Gebiet um Abuakwa, welches die bevölkerungsreichste Gemeinde des Distrikts ist. Das Gebiet um die Gemeinde Afari weist hingegen die niedrigste Bevölkerungszahl mit nur 8.929 Menschen (6,9 Prozent) auf.
Etwa 64 Prozent der Bevölkerung leben in einer städtischen Umgebung, 36 Prozent leben auf dem Land. Große Teile der Bevölkerung wandern bereits in die nahe gelegene regionale Hauptstadt Kumasi ab. Die durchschnittliche Haushaltsgröße im Distrikt beläuft sich auf 5,7 Menschen und liegt damit über dem regionalen Durchschnitt von 5,3.
Insgesamt 43,2 Prozent der Bevölkerung sind unter 15 Jahre alt. Allein die Altersgruppe 0–4 Jahre stellt 15,5 Prozent der Distriktbevölkerung, die Altersgruppe 5–9 stellt 15,8 Prozent. Lediglich 6,2 Prozent der Bevölkerung sind über 64 Jahre alt. Im arbeitsfähigen Alter zwischen 15 und 64 sind folglich 50,6 Prozent der Bevölkerung.
Die Bevölkerung wird zu 75,7 Prozent dem Christentum zugerechnet, 13,2 Prozent dem Islam, 1,3 Prozent den traditionellen Religionen, 0,9 Prozent anderen Religionsgemeinschaften und ca. 9,0 Prozent sind keiner Religion zuzuordnen. Die Bevölkerung lebt in insgesamt 126 Siedlungen, von denen lediglich 5 eine Einwohnerzahl von über 5000 Bewohnern ausweisen.

## Wirtschaft
Wichtigster Wirtschaftszweig im Atwima Nwabiagya District ist die Landwirtschaft. In diesem Bereich arbeiten 50,76 Prozent der Bevölkerung im arbeitsfähigen Alter. In industriellen Betrieben sind 17,41 Prozent der Bevölkerung beschäftigt, im Handel und Verkauf etwa 14,43 Prozent.
Der Dienstleistungssektor bietet für 17,40 Prozent eine Einkommensquelle.
Der Durchschnittshaushalt mit 5,7 Personen im Distrikt lebt von ca. 400 US-Dollar pro Jahr. Auch für die im Distrikt vorherrschenden Lebensverhältnisse sind diese Durchschnittseinkommen als sehr niedrig zu bezeichnen.

### Landwirtschaft
Wichtiges Element der Wirtschaft im Atwima Nwabiagya District ist die Landwirtschaft. Die landwirtschaftlichen Betriebe arbeiten zumeist in Subsistenzwirtschaft. Wenige Farmen sind kommerziell ausgerichtet.
Angebaut werden hauptsächlich Mais, Kassava, Yams, Ingwer, Palmöl, Reis, Zitrusfrüchte, Kakao, Kochbananen und eine Vielzahl weiterer Gemüse. Der Distrikt ist einer der größten Produzenten von Zitrusfrüchten in Ghana. Allein 12.000 ha landwirtschaftlicher Nutzfläche werden hier aufgrund der besonders geeigneten klimatischen Verhältnisse zum Anbau von Zitrusfrüchten genutzt. Neben dem lokalen und regionalen Markt werden auch Burkina Faso und andere benachbarte Staaten beliefert. Reis wurde auf einem Gebiet von 2,515 ha, Mais auf 10.955 ha, Kassava auf 21.086 ha, Kochbananen auf 14.519 ha und Yam auf 1.838 ha im Jahr 2004 angebaut.
Der Distrikt ist auch bekannt für seine großen Geflügelfarmen wie beispielsweise Darko Farms, Asare Farms und Mfum Farms. Auch Ziegen, Schafe, Schweine und Rinder werden gehalten.
Die Farmgröße ist eher klein. Auch haben die Landwirte das Problem stark zersplitterter Anbauflächen und daher weite Wege zurückzulegen, die eine niedrige Produktivität zur Folge haben. Auch die Ausstattung der Landwirte mit Arbeitsmitteln ist traditionell. Erst in den letzten Jahren wurden erstmals künstliche Düngemittel verwendet. Die Landwirte müssen bisher nach Kumasi, um beispielsweise geeignetes Saatgut oder Düngemittel zu erwerben.
Jährlich geht ein großer Teil der Ernten aufgrund vollständig fehlender oder nicht geeigneter Lagerstätten verloren. Die Verbesserung der Lagermethoden zwischen 2002 und 2005 hat zu einer Verringerung des Ernteausfalls von 45 Prozent Ausfall 2002 auf 30 Prozent im Jahr 2005 bewirkt. Um einen teilweisen Totalausfall der Ernte zu verhindern, verkaufen viele Landwirte die Produkte zu sehr niedrigen, kaum rentablen Preisen.
Im gesamten Atwima Nwabiagya District wurden bisher 39 landwirtschaftliche Interessengruppen gegründet. Diese Organisationen sollen die Landwirte dabei unterstützen, höhere Preise zu erzielen. In der Regel veräußern die Landwirte ihre Überschüsse an Zwischenhändler, die bisher die Preise diktierten.

### Fischerei und Fischfarmen
In Mfensi sind weite Teile der Bevölkerung im Fischfang beschäftigt. Lediglich 20 Fischzuchtbetriebe sind im gesamten Distrikt gegründet worden. Diese „Fischfarmen“ nehmen von der gesamten Landfläche des Distrikts lediglich etwa 12 ha ein.

### Industrie
Industrielle Betriebe finden sich in der Textilindustrie, der Möbelherstellung und Holzindustrie, Metallverarbeitung sowie im Bereich der Lebensmittelverarbeitung (Mühlen). Allein im Siedlungsgebiet Akropong wurden 29,4 Prozent aller im Distrikt eröffneten Industriebetriebe gegründet. In der Gemeinde Abuakwa bestehen 23,8 Prozent, in Nkawie Toase 19,3 Prozent und Barekese 15,6 Prozent.
In der Textilindustrie sind 30 Prozent der Betriebe dieses Sektors tätig. 9,5 Prozent der Betriebe im Distrikt verarbeiten Palmöl, 7,4 Prozent verarbeiten Leder und stellen Lederwaren her, 3,3 Prozent aller Betriebe arbeiten in der Herstellung von Keramiken.

## Handel und Verkauf
12 Prozent der arbeitsfähigen Bevölkerung arbeiten im Handel und Verkauf von Waren und Gütern. Im Wesentlichen sind die Handelsbetriebe sehr kleine Unternehmen, häufig nur Einzelhandelsunternehmen ohne Angestellte. Besonders entlang der Straßen im Distrikt wird Handel und Verkauf von Waren betrieben. Drei größere Märkte werden im Distrikt abgehalten. Der Markt in Abuakwa wird täglich abgehalten, die Märkte in Nkawie und Barekese wöchentlich. Kleinere Märkte werden in Atwima Koforidua, Akropong, Asuafua, Achiase, Maakro, Sepaase, Besease, Fufuo und Agogo abgehalten.

### Dienstleistungen
Der Dienstleistungssektor im Distrikt besteht zu 52 Prozent der Betriebe aus Friseurbetrieben. Die traditionellen Chop Bars und andere Kleinstbestiebe bieten Lebensmittel an. Unter allen Betrieben im Dienstleistungssektor finden sich in diesem Bereich 16,8 Prozent aller Dienstleistungsbetriebe.
14,8 Prozent der Betriebe sind im Dienstleistungssektor als Herrenfriseure bzw. Barbiere tätig, 7,1 Prozent im Handel, 4,2 Prozent sind Fahrrad- und Autoreparaturbetriebe, 1,4 Prozent der Betriebe sind im Hotelgewerbe tätig.

## Wasserversorgung und Infrastruktur
Etwa 50 Prozent der in ländlichen Gebieten lebenden Menschen sind für ihre Trinkwasserversorgung auf natürliche Gewässer wie Flüsse angewiesen. In Barekese und Owabi besteht guter Zugang zu Leistungswasser. Problematisch ist in der Trockenzeit teilweise die Versorgung durch Flüsse und kleinere Brunnen, da diese austrocknen können. Gerade die Wasserentnahme aus den natürlichen Gewässern hat oft gesundheitliche Folgen für die Bevölkerung, die dadurch beispielsweise an Bilharziose erkranken kann. Davon sind besonders die Siedlungsgebiete Afari und Barekese betroffen. Etwa 80 Prozent des Distriktes können auch während der Trockenzeit durch fahrbare Wassertanks versorgt werden.
Etwa 11,43 Prozent der Bevölkerung haben Zugang zu insgesamt 15 öffentlichen Toiletten. Weitere 9,55 Prozent der Bevölkerung im Distrikt können bereits auf eigene sanitäre Einrichtungen zugreifen.
Im Distrikt sind drei Banken tätig. Die Ghana Commercial Bank Ltd. hat Filialen in Nkawie, die Atwima Mponua Rural Bank hat Filialen in Toase, Abuakwa und Akropong und die Nwabigya Rural Bank hat in Berekese und Abuakwa Filialen.

## Bildung
Im Atwima Nwabiagya District werden 60 Kindergärten, 90 Grundschulen, 57 Junior Secondary Schools und 4 Senior Secondary Schools betrieben. Weitere vier Bildungsstätten in Nerebehi, Sepaase, Maakro und Toase bieten Ausbildungen im Kunsthandwerk, in der Schneiderei oder Computerkurse an.
In den Grundschulen sind bis auf ein Siedlungsgebiet in allen Schulen unter den Schülern etwas mehr Jungen als Mädchen. In den Junior Secondary Schools sind von allen Schülern ca. 53,3 Prozent Jungen und 46,8 Prozent Mädchen. Eine Grundschulausbildung erhalten durchschnittliche 74 Prozent aller Kinder im schulfähigen Alter.
In den Senior Secondary Schools sind von allen Schülern 66,15 Prozent Jungen und 33,85 Prozent Mädchen. In der Vergangenheit hat die Anzahl der Mädchen mit höherer Schulbildung erheblich zugenommen.
An allen Grundschulen sind 580 Lehrer beschäftigt. 18,64 Prozent aller Lehrer haben keine berufsnahe Ausbildung. In den Grundschulen sind von 580 Lehrern 26,37 Prozent ohne berufsnahe Ausbildung. An den Junior Secondary Schools sind 551 Lehrer beschäftigt, von denen lediglich 15,60 Prozent keine berufsnahe Ausbildung vorweisen können.

## Wahlkreise
Der Distrikt Atwima Nwabiagya bildet einen gleichnamigen Wahlkreis. Owusu-Bio Benito errang hier für die New Patriotic Party bei den Parlamentswahlen 2004 den Sitz im ghanaischen Parlament.

## Wichtige Ortschaften
| - Barekese - Atwima Koforidua - Asuofua - Asenamaso - Nkawie-Kuma - Toase | - Akropong - Nerebehi - Adankwame - Sepase - Fufuo | - Asaman - Manhyia - Atwima-Agogo - Maakro - Achiase |